# 阿鲁普科泰
阿鲁普科泰（Aruppukkottai），是印度泰米尔纳德邦Virudhunagar县的一个城镇。总人口83999（2001年）。

## 人口
该地2001年总人口83999人，其中男性41959人，女性42040人；0—6岁人口7834人，其中男3978人，女3856人；识字率79.12%，其中男性为85.28%，女性为72.97%。